# Alopecosa himalayaensis
Alopecosa himalayaensis är en spindelart som beskrevs av Hu 200. Alopecosa himalayaensis ingår i släktet Alopecosa och familjen vargspindlar. Inga underarter finns listade i Catalogue of Life.